# Sithon ravata
Sithon ravata är en fjärilsart som beskrevs av Moore 1865. Sithon ravata ingår i släktet Sithon och familjen juvelvingar. Inga underarter finns listade i Catalogue of Life.